# Saracura-invisível
Frango-d'água-invisível, frango-de-água-invisível ou saracura-invisível (nome científico: Habroptila wallacii) é uma espécie de ave endêmica da Indonésia e que pertence à família dos ralídeos.

## Descrição
A saracura-invisível é uma ave de grande porte e incapaz de voar, com 33 a 40 cm de comprimento. O adulto tem o corpo predominantemente de cor cinza-ardósia escuro; plumagem marrom-escura na parte inferior do dorso, garupa e asas; e a parte superior do rabo preta. A parte inferior do corpo é ligeiramente mais pálida que o dorso; e a pele nua ao redor dos olhos, o bico longo e grosso e suas robustas pernas são de um vermelho brilhante. Ela tem uma pequena espinha na curva das asas. Os sexos são idênticos em aparência; a plumagem dos indivíduos jovens emplumados não foi descrita.
A espécie é superficialmente semelhante ao caimão-comum, Porphyrio porphyrio, que foi recentemente encontrado em Halmaera, mas essa ave é maior, com um bico vermelho curto e espesso e um escudo vermelho na testa; ela também tem plumagem roxa e área branca abaixo do rabo. A saracura-invisível se diferencia de Gallirallus calayanensis por ser maior e não ter a plumagem barrada daquela espécie; não há sobreposição entre a área de ocorrência das duas espécies.
A chamada é uma batida baixa, acompanhada por um tuk, tuk, tuk feito com as asas. A natureza da vocalização levou a uma lenda local de que o som é feito pela ave batendo com os pés em uma árvore oca ou em um galho. Gerd Heinrich anotou o nome local "soisa", que significa tambor, e descreveu a chamada como sendo um ronronar-purre-purre-purre-purre moderado de bateria que às vezes termina em um grito estridente e alto. A ave também produziu um zumbido abafado semelhante à voz do porco bandado (Sus scrofa vittatus) e que lembra o canto da saracura-roncadora (Aramidopsis plateni). O chamado é mais frequente no início da manhã ou no fim da noite, e uma pessoa batendo no tronco do sagu com um facão pode provocar uma resposta da ave. Uma versão mais silenciosa do chamado é emitida a partir do ninho. Outros sons atribuídos a este ralídeo, como gritos altos, podem estar incorretos, uma vez que são muito parecidos com aqueles produzidos por Amaurornis moluccana.